# مايتنريوم
المايتنريوم والذي كان يعرف سابقا باسم (تحت-الإيريديوم)"Eka-Iredium") هو أحد العناصر الكيميائية الموجودة في الجدول الدوري وله الرمز Mt ورقم ذري 109. وهو عنصر اصطناعي وأكثر نظائره Mt-266 عمرا يبلغ 3.6 مللي ثانية.

## تاريخ المايتنريوم
تم اكتشافه في 29 أغسطس عام 1982 بمعرفة فريق أبحاث ألماني، في معهد أبحاث الأيونات الثقيلة في دارمشتاد، ألمانيا.
والاسم مايتنريوم تم قبوله كاسم على شرف ليزه مايتنر عالمة الفيزياء والرياضيات النمساوية-السويدية، وقد كان هناك جدل حول تسمية العناصر من 101 إلى 109. ولكن بطربقة الاتحاد الدولي للكيمياء البحتة والتطبيقية لتسمية العناصر قياسيا تم إطلاق الاسم أنيلينيوم «بالرمز Une» كرمز مؤقت للعنصر. وبصفة عامة فإنه في عام 1997 تم حل هذا الجدال بالنسبة للعنصر 109 بتسميته مايتنريوم.

## اكتشافه
اكتشف في 29 أغسطس 1982 من قبل فريق من الباحثين الألمان بقيادة بيتر أرمبروستر وغوتفريد في دارمشتات .

## وصلات خارجية
- عناصر شبكة المعلومات - مايتنريوم
- موقع- Apsidium - مايتنريوم نسخة محفوظة 13 يونيو 2007 على موقع واي باك مشين.